# Nangola
Nangola is een gemeente (commune) in de regio Koulikoro in Mali. De gemeente telt 18.600 inwoners (2009).
De gemeente bestaat uit de volgende plaatsen:
- Bangoni
- Bélécou
- Farakoro
- Farakoro Bougou
- Farakoro Soba
- Fatiana
- Kénié
- Koungodjan
- Nangola
- Niamana
- Niona
- Ouéla
- Sontiguila
- Torokoumana